# Metavermilia multicristata
Metavermilia multicristata är en ringmaskart som först beskrevs av Philippi 1844.  Metavermilia multicristata ingår i släktet Metavermilia och familjen Serpulidae. Arten är reproducerande i Sverige. Inga underarter finns listade i Catalogue of Life.